# 董钧
董鈞，字文伯，犍為資中人。中國漢朝經學家。

## 生平
董鈞研習慶普的《慶氏禮》。在大鴻臚王臨之下任職。漢平帝元始五年（5年），被推舉為明經，後來升任廩犧令，因病而辭職。漢光武帝建武年間，被推舉為孝廉，辟司徒府。
董鈞學識博通古今，在朝廷上常常對於政事發言。漢明帝永平初年，被任命為博士。當時皇帝想要草創五郊祭祀，復興宗廟禮樂與威儀章服等等的儀式，所以就找董鈞討論，對於董鈞的意見常常採用，當時被大家稱為「通儒」。他曾擔任過城門校尉，後來升職為五官中郎將，門下的學生有一百多人。後來又擔任左轉騎都尉。大約70多歲時去世於家中。
在光武中興的時候，鄭红寫了《周官禮經》，之後馬融寫了《周官禮傳》，傳授給鄭玄。而鄭玄寫了《周官禮注》，整理成《周禮》。而鄭玄原本在研究《小戴禮記》，後來用古經來校定，成為鄭氏學說。鄭玄又將小戴所寫的《小戴禮記》四十九篇加以注釋，成為《禮記》。
董鈞研究的禮學是慶普的《慶氏禮》，是屬於今文經學的《儀禮》。而《儀禮》與《周禮》和《禮記》並稱為「三禮」。

## 延伸阅读
[在维基数据编辑]
 《後漢書·卷79下》，出自范晔《後漢書》